# Гнутов, Василий Петрович

 Василий Петрович Гнутов  (25 августа 1911, х. Сизов Нижне-Чирский район Волгоградская область — 20 июня 1999), писатель, член Союза писателей России с 1991 года.

## Биография
Родился в 1911 году в казачьей семье 25 августа на хуторе Сизове Нижне-Чирского района, в области Войска Донского, ныне Волгоградской области.
В 1930-х годах окончил Ростовский педагогический институт (филологическое отделение), получив высшее педагогическое образование. До войны работал завучем и директором в школах Азовского и Шахтинского районов, преподавал русский язык и литературу. На фронт призван не был из-за очень слабого зрения.
В 1945 году был осужден по 58-й статье за стихи, осуждающие И. В. Сталина и советский строй. В лагерях некоторое время работал санитаром. После освобождения заочно окончил Краснодарское медицинское училище и не один десяток лет трудился фельдшером медпункта на хуторе Красном. С 1954 по 1982 годы заведовал фельдшерско-акушерским пунктом в Аксайском районе.
В партии никогда не состоял.

## Творчество
Литература стала призванием В. П. Гнутова, но путь в неё был труден. По его собственным словам, стихи и рассказы он начал писать рано, с 16 лет, но сумел пробиться в большую литературу лишь в зрелые годы, только благодаря своему завидному упорству и поразительной работоспособности. Жизнь никогда не баловала писателя, с честью прошедшего свой нелегкий жизненный путь, в том числе сталинские репрессии. Именно там, в суровой лагерной обстановке, сформировался цикл стихов и рассказов «Северная тетрадь».
Широкую известность принесла В. П. Гнутову историческая повесть «От помилования отказался», вышедшая в 1979 году, в которой автор рассказывает о самоотверженности революционеров, сознательно обрекающих себя на гибель ради великой идеи, и судьбе двадцатилетнего донского казака Василия Генералова.
В 1986 году свет увидел исторический роман «Подвиг Ермака», действие которого происходит в эпоху Ивана Грозного, и в центре которого — легендарная фигура атамана-первопроходца и поход его дружины в Сибирь. Чтобы написать этот масштабный роман, В. П. Гнутов четыре года изучал сибирские летописи и специальную научно-историческую литературу, в том числе сочинения Г. Ф. Миллера, С. В. Бахрушина, А. Д. Колесникова, Р. Г. Скрынникова и др.
Перу В. П. Гнутова принадлежат многочисленные стихи, рассказы о природе, статьи на краеведческие, педагогические, филологические темы. Публиковался в областных и центральных газетах и журналах. Участник многих коллективных сборников. Более сорока лет работал В. П. Гнутов в области литературного краеведения, истории донского края.
В сборнике рассказов-эссе «Поэт в краю степей необозримых» он воссоздаёт картины пребывания А. С. Пушкина на Дону. Главный герой рассказов — великий русский поэт, побывавший в 1820 году в Таганроге, Аксае, Новочеркасске, Старочеркасске и других местах края. Впечатления от поездки оставили значительный след в творчестве поэта. Опираясь на воспоминания современников, произведения поэта, труды советских литературоведов, В. П. Гнутов воссоздает достоверную картину этого путешествия. В 1998 году вышло дополненное и исправленное издание этой книги. Большой заслугой В. П. Гнутова является то, что в Аксайском музее организуют ежегодные памятные праздники в честь А. С. Пушкина.
Последние годы писатель жил и работал в г. Аксае. Перед смертью он закончил большой исторический роман-хронику «Крутые волны», посвященный более чем двухвековой истории донского казачьего рода.
Скончался 20 июня 1999 года на 88-м году жизни.

## Произведения В. П. Гнутова
Отдельные издания
- Гнутов В. П. От помилования отказался: [повесть о В. Генералове]. — Ростов н/Дону, 1979. — 160 с.

- Гнутов В. П. Подвиг Ермака. Исторический роман. — Ростов-на-Дону: Ростовское книжное изд-во, 1986. — 366 с.

- Василий Гнутов: [рассказы и стихи] // Аксайские мотивы. Стихи и проза. — Ростов на-Дону: Книга, 2003. — С. 71-90.

- Василий Гнутов: [рассказы и стихи] // И вечная любовь моя Аксай…Стихи и проза. — Ростов-на-Дону, 2002. — С. 115—133.

- Гнутов В. П. Поэт в краю степей необозримых : [Рассказы-эссе о пребывании А. С. Пушкина на Дону]/ В. П. Гнутов. — Ростов-на-Дону: Ростовское книжное издательство, 1985. — 64 с.

## О жизни и творчестве В. П. Гнутова
- Жульев В. Грани таланта [о писателе В. П. Гнутове] // Победа. — 1991. — 24 авг. — С.2.

- Литвинова Г. Легенды и быль о Ермаке: [отрывок из очерка В. Гнутова «Подвиг Ермака»] // Победа. — 1998. — 18 февраля. — С. 3.

- Трущелев Ю. Затворник с хутора Красный: [95-летие со дня рождения В. П. Гнутова] //Победа. — 2006. — 2 сентября. — С. 11.